# Craig Janney
Craig Harlan Janney (* 26. September 1967 in Hartford, Connecticut) ist ein ehemaliger US-amerikanischer Eishockeyspieler, der im Verlauf seiner aktiven Karriere zwischen 1987 und 1999 unter anderem 880 Spiele für die Boston Bruins, St. Louis Blues,  San Jose Sharks, Winnipeg Jets, Phoenix Coyotes, Tampa Bay Lightning und New York Islanders in der National Hockey League bestritten hat. Janney vertrat die Nationalmannschaft der Vereinigten Staaten bei zahlreichen internationalen Turnieren und wurde für seine Verdienste um den Eishockeysport in den Vereinigten Staaten im Jahr 2016 in die United States Hockey Hall of Fame aufgenommen.

## Karriere
Als Junior spielte für das Boston College in der NCAA und konnte dort die Scouts der Bruins auf sich aufmerksam machen. Beim NHL Entry Draft 1986 wurde er dann von den Boston Bruins in der ersten Runde als 13. ausgewählt. In der
kommenden Saison zeigte er dann mit 83 Scorerpunkten in 37 Spielen, weshalb ihn die Bruins so früh im Draft geholt hatten. 
In der Saison 1987/88 wurde er nur 15 Mal eingesetzt und brachte es auf 16 Punkte. In der kommenden Saison hatte er sich in der NHL durchgesetzt und brachte es stets auf mehr Punkte als Spiele. Als die Bruins Anfang 1992 Adam Oates von den St. Louis Blues holen wollten, war Janney der Preis, den man bezahlen musste. In der Saison 1992/93 spielte er in St. Louis als Center mit Brett Hull und Brendan Shanahan und konnte das einzige Mal in seiner Karriere mehr als 100 Scorerpunkte in einer Saison erzielen.
Kurz nach dem verspäteten Beginn der Saison 1994/95 wechselte er zu den San Jose Sharks doch schon zum Ende der folgenden Spielzeit ging seine Reise weiter zu den Winnipeg Jets. Mit diesen zog er dann nach Phoenix um und spielte dort noch zwei weitere Jahre, ehe er im Tausch für Louie DeBrusk und ein Fünftrunden-Wahlrecht im NHL Entry Draft 1998 an die Tampa Bay Lightning abgegeben wurde.
Nach der Saison 1998/99, die er mit den Tampa Bay Lightning begonnen und bei den New York Islanders beendet hatte, beendete er seine aktive Karriere.

## Erfolge und Auszeichnungen
- 1987 Lamoriello-Trophy-Gewinn mit dem Boston College
- 1987 Hockey East First All-Star Team
- 1987 NCAA East First All-American Team
- 2016 Aufnahme in die United States Hockey Hall of Fame

### International
- 1986 Bronzemedaille bei der Junioren-Weltmeisterschaft
- 1991 Silbermedaille beim Canada Cup

## Karrierestatistik

### International
Vertrat die USA bei:
| - Junioren-Weltmeisterschaft 1985 - Junioren-Weltmeisterschaft 1986 - Weltmeisterschaft 1987 | - Olympischen Winterspielen 1988 - Canada Cup 1991 - Weltmeisterschaft 1994 |

(Legende zur Spielerstatistik: Sp oder GP = absolvierte Spiele; T oder G = erzielte Tore; V oder A = erzielte Assists; Pkt oder Pts = erzielte Scorerpunkte; SM oder PIM = erhaltene Strafminuten; +/− = Plus/Minus-Bilanz; PP = erzielte Überzahltore; SH = erzielte Unterzahltore; GW = erzielte Siegtore; 1 Play-downs/Relegation; Kursiv: Statistik nicht vollständig)